# 長崎県道235号昭和馬町線
長崎県道235号昭和馬町線（ながさきけんどう235ごう しょうわうままちせん）は、長崎県長崎市を通る一般県道である。

## 概要
長崎市文教町から長崎市馬町に至る。国道34号、国道206号の迂回路に相当する。
起点は長崎市昭和の昭和町交差点ではなく、少し長崎市街寄りの長崎市文教町にある文教町交差点である。長崎市内の住宅密集地を縫うようにして通るが、西山町までは急勾配が多く、長崎市の地形を象徴している県道といえるだろう。西山町以降は4車線道路の快走区間だが、終点の馬町交差点を先頭に渋滞しやすい。起点から坂を上った後、本原一丁目交差点で左折する。その後さらに坂を上り、三原町方面へ向かう。三原町からは終点までは下り坂となる。全区間を長崎県交通局の路線バスが通っており、そのうち本原一丁目 - 馬町間は循環系統の経路にもなっている。この道路を経由して長崎市中心部と北部とを行き来することを俗に西山越えという。

### 路線データ
- 起点：長崎県長崎市文教町（文教町交差点、長崎県道113号長与大橋町線交点）
- 終点：長崎県長崎市馬町（馬町交差点、国道34号交点）
- 総延長：6.9 km

## 路線状況

### 愛称
- 西山通り

### 道路施設

#### 橋梁
- 浦上橋（浦上川、長崎市）

## 地理

### 通過する自治体
- 長崎市

### 交差する道路
| 交差する道路                          | 交差する場所 | 交差する場所        |
| ------------------------------------- | ------------ | ------------------- |
| 長崎県道113号長与大橋町線             | 文教町       | 文教町交差点 / 起点 |
| E96 長崎バイパス                      | 西山4丁目    | 11-3 川平IC         |
| 国道34号 国道57号 重複 国道251号 重複 | 馬町         | 馬町交差点 / 終点   |

### 交差する鉄道
- 西九州新幹線

### 沿線
- 長崎大学教育学部附属小学校
- 長崎大学教育学部附属中学校
- 長崎大学
  - 文教キャンパス
  - 片淵キャンパス（経済学部）
- フランシスコ病院
- 長崎市立三原小学校
- 長崎精道小学校・中学校
- 精道三川台小学校・中学校・高等学校
- 鎮西大社諏訪神社